# Площа Героїв Великої Вітчизняної війни (Луганськ)
Площа Героїв Великої Вітчизняної війни (офіційно Гєроєв ВОВ, раніше Центральна, Рад, Радянська) — центральна площа Луганська з 1950-х років.

## Історичний огляд
Площа спроєктована на місці колишньої Сінної площі (Ярмаркового майдану) в рамках утворення нового центра Луганська у 1939 році. Проте втілити проєкт вдалось лише після закінчення Другої світової війни.
Забудова центра велась в річищі парадної монументальної архітектури тієї доби, відомої як сталінський ампір.
Однак «боротьба з архітектурними надлишками», покликана заощадити державні кошти, відбилась на вигляді площі. У її межах спостерігається перехід від одного архітектурного стиля до іншого. Колишня будівля обкому КПУ з колонадою в неокласичному стилі, дома зі шпилями на півдні площі, будинки № 2 і 6 з баштами на сході скверу контрастують з безвиразними житловими будинками № 1, 5, що з'явились пізніше.
Економія призвела до того, що фасад будинку № 10 обвалився навіть до завершення будівництва.
Площа називалась Центральною, згодом Рад (Радянською), а з відкриттям обеліска Слави у 1965 році — площею Героїв Великої Вітчизняної війни.
На свята 1-го і 9-го травня, день Жовтневої революції на площі установлювались трибуни для місцевого партійного та радянського активу, які вітали демонстрантів, що йшли вул. Радянською.
На Новий рік спочатку на південному боці вул. Радянської, а після 1965 року у сквері встановлювали новорічну ялинку. У часи незалежності новорічно-різдвяні свята стали проводити на Театральній площі.

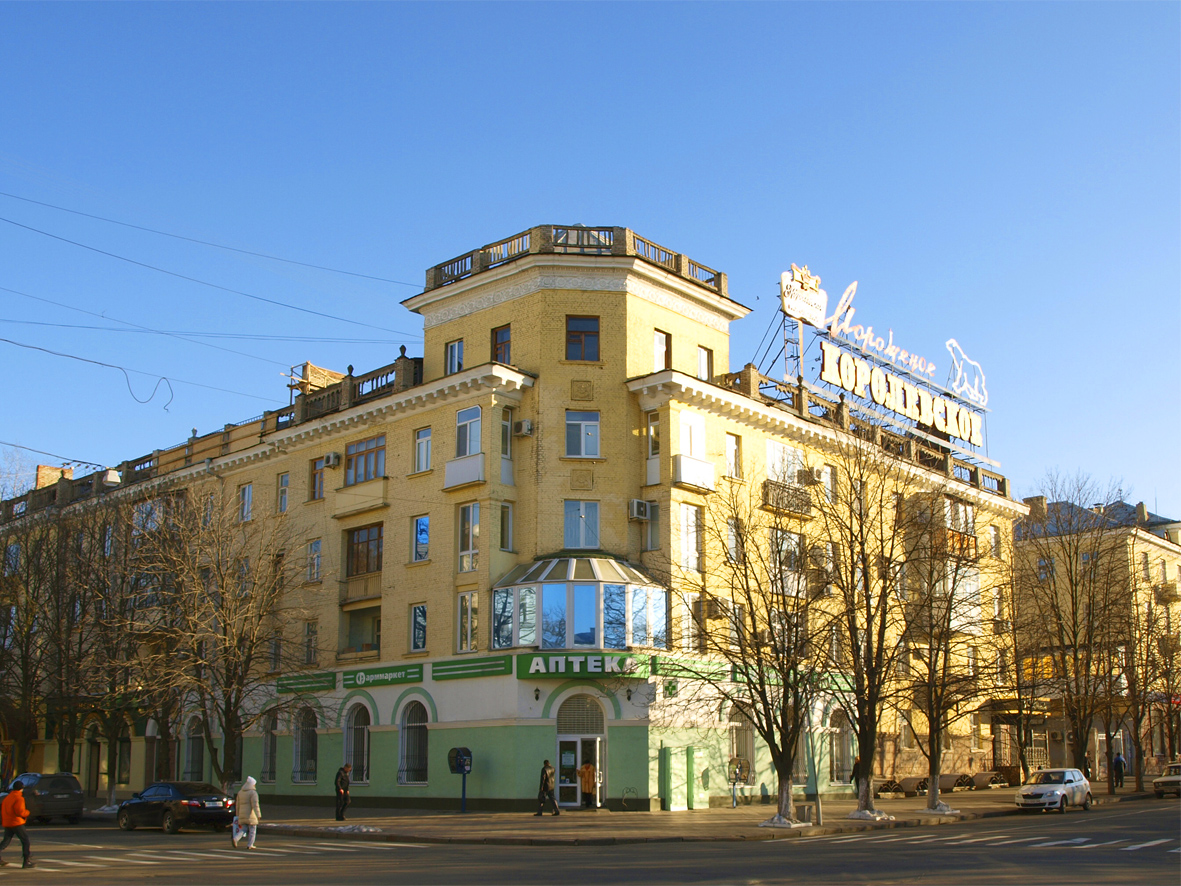
Будинок № 6 з баштою
Будинок № 1 («Ракета») без «архітектурних надлишків»
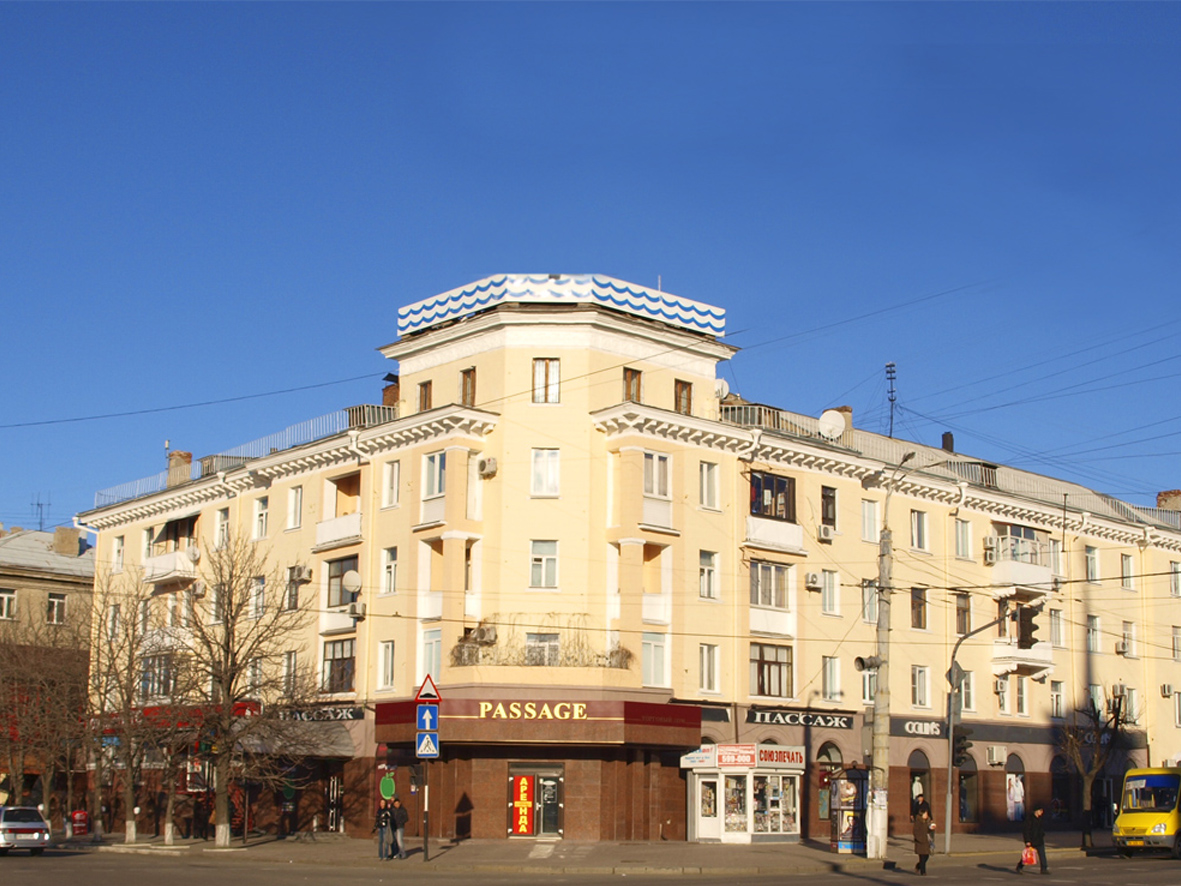
Будинок № 2

## Опис

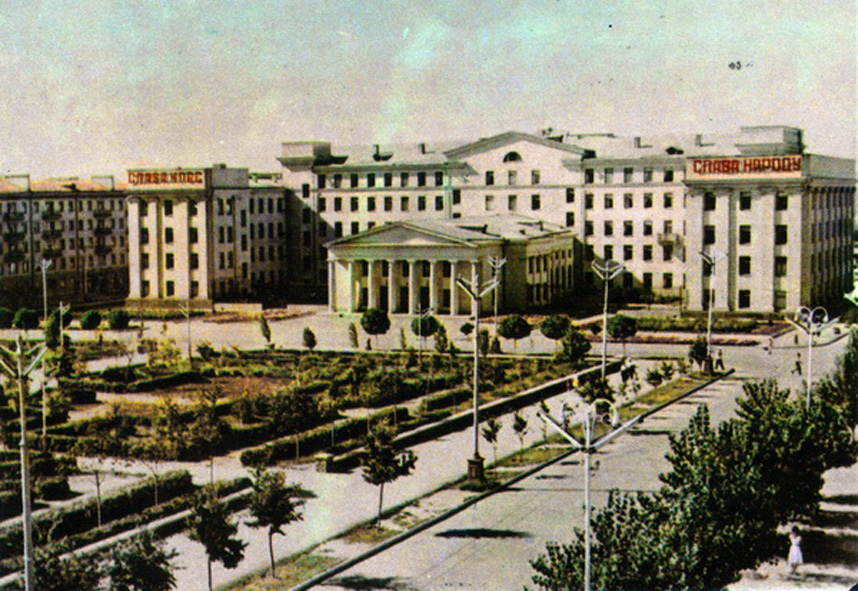
Колишній обком КПУ. 1960-ті

Композиційно площа складається з трьох умовних частин, які розділені вул. Радянською і колишнім будинком обкому КПУ.
- Перша (південна) частина була утворена на перехресті вулиць Радянської і Челюскінців. 1965 року тут відкрили Пілон Слави, а 2000 року — пам'ятник «Журавлі». Між будинками зі шпилем функціонує фонтан.
- Друга (середня) частина — сквер імені Героїв Великої Вітчизняної війни. Його розпланували у 1957 році. У 1998 році був установлений пам'ятник Тарасу Шевченку.
- Третя (північна) частина — Театральна площа, що знаходиться між колишнім будинком обкому КПУ і драматичним театром. Щоправда, візуально складає єдиний архітектурний ансамбль з вул. Коцюбинського.

### Театральна площа

Бюст Володимиру Шевченку, завдяки зусиллям якого ФК «Зоря» став чемпіоном СРСР 1972 року

Пам'ятник Тарасу Шевченку

## Пам'ятники
- Стела Героїв Радянського Союзу Луганщини
- «Журавлі»
- Тарасу Шевченкові
- Погруддя Володимира Шевченка, першого секретаря обкому КПУ (1961—1973), який змінив культурне, архітектурне й спортивне обличчя Луганська[2]
- Леніну

## Сленгова мікротопоніміка
- На початку 1970-х років на лавочках алеї скверу Героїв ВВВ навпроти «Сніжинки» і магазину «Золота осінь» збирались п'яні гультіпаки. Їх вигляд надихнув людей назвати ту частину «Дураковкою». Згодом назва поширилась на весь сквер.
- Сугроб — кафе «Сніжинка». Перше у Луганську кафе європейського типу, відкрилась 1961 року на східній стороні скверу у будинку № 4. У ньому можна було замовити каву з коньяком, найсмачніше у місті морозиво і чеські цукерки. З 1970-х років перетворилось на посередній заклад громадського харчування, який став відомим в народі як «Сугроб».
- Білий дім — колишній обком КПУ.
- Дім з шарами — обласна державна адміністрація, біля входу якої установлені дві гранітні кулі.
- Ракета — магазин на розі будинку № 1, який, попри зміну вивіски, продовжують називати старим ім'ям.
- Акваріум — магазин «Пасаж» на розі будинку № 2. Через надзвичайно дорогі предмети розкоші, які там продаються, городяни ніколи не заходять усередину, лише іноді, проходячи повз, заглядають у вітрини.
- Гуси-лебеді — пам'ятник «Журавлі».
- Театралка — Театральна площа або кафе «Театральне» на ній.
- Хатка на курячих ніжках — 15-поверхова житлова будівля 1976 року біля театру, опори якої викликали у городян певні асоціації із казковим об'єктом.
- Бродвей — ділянка вул. Радянської від площі Героїв ВВВ до вул. Оборонної.
- (Лисий) Дід Мороз — пам'ятник Леніну, поблизу якого у період зимових свят ставлять новорічну ялинку.

## Галерея

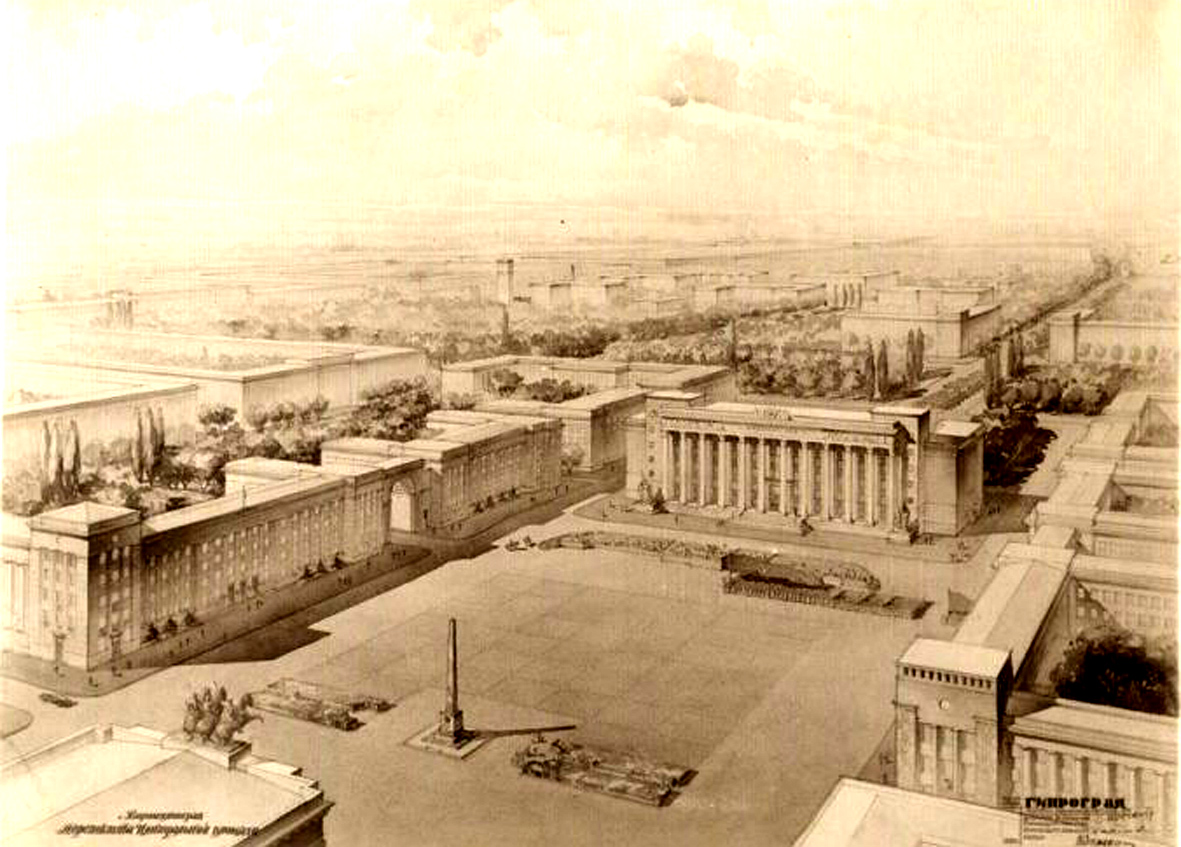
Проєкт Площі Рад 1939 рік
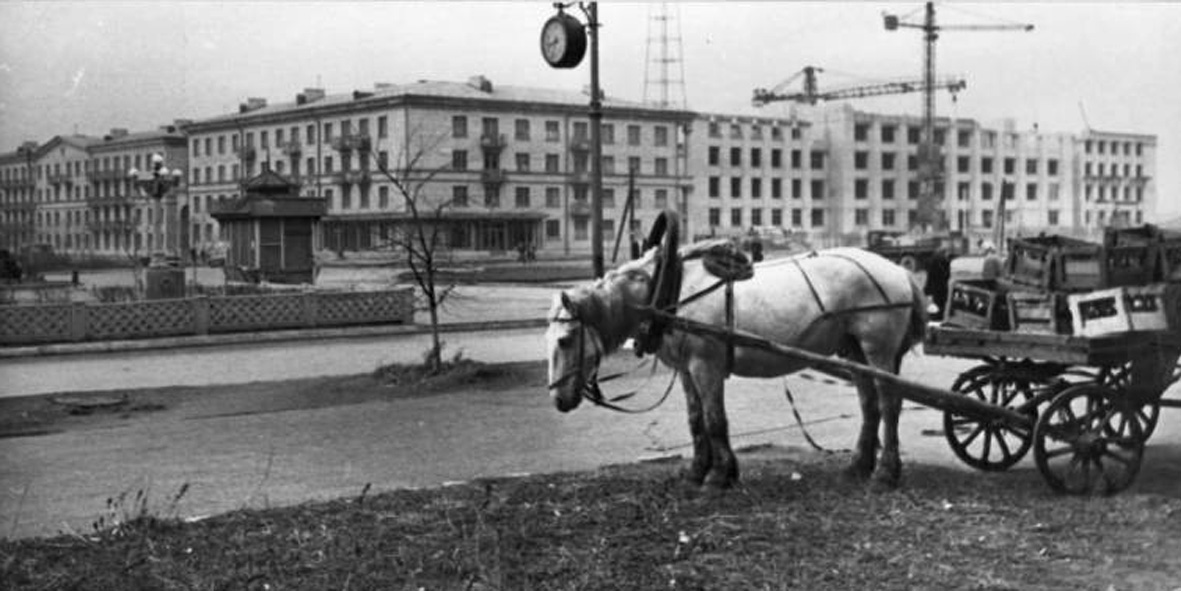
Спорудження будівлі облвиконкому (1950-ті)
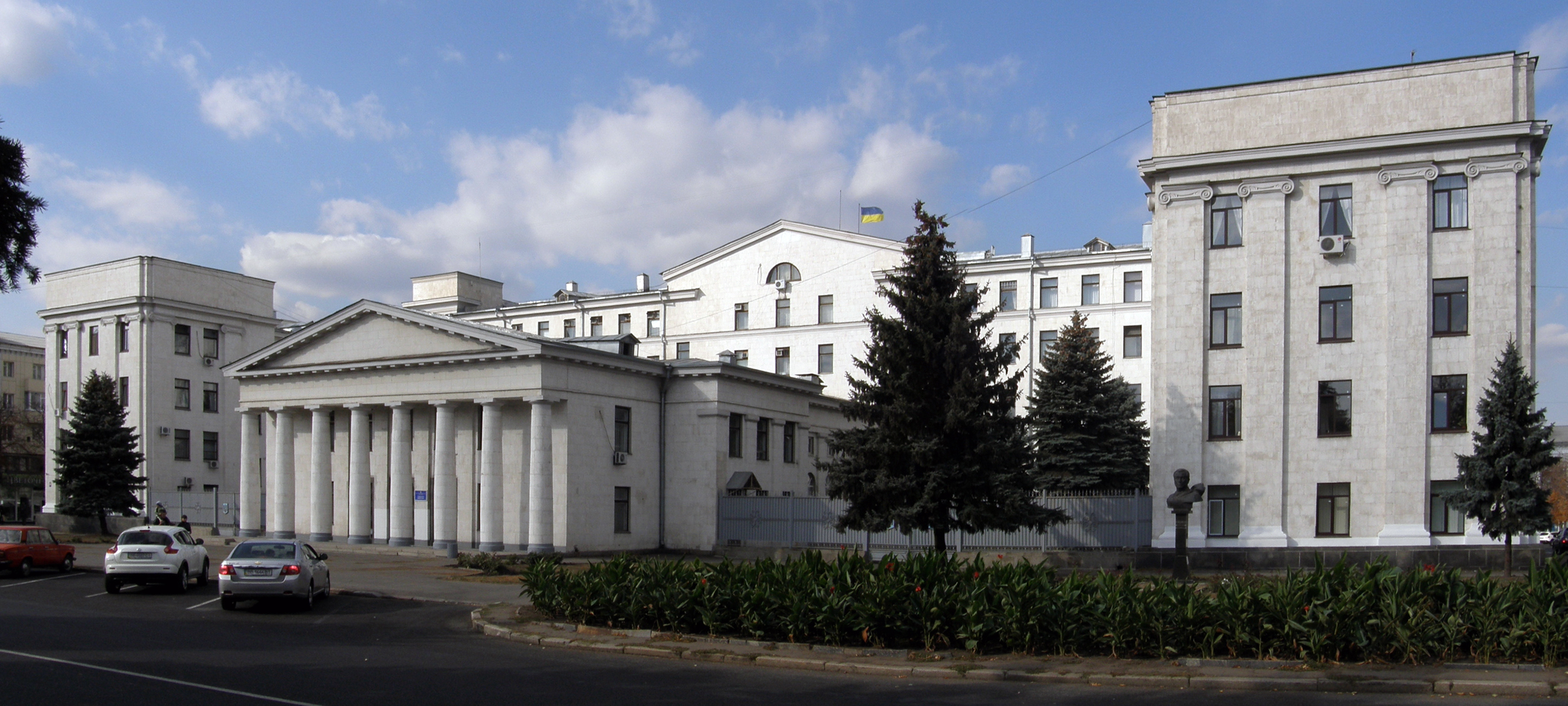
Луганська Обласна Рада
Луганська облдержадміністрація
Патріарх Московський Кирил на площі